# Stammliste der Kapetinger
Diese Liste enthält detailliert die Stammliste der Kapetinger, im engeren Sinne, als Nachfahren der Robertiner. (Siehe auch: Stammliste der Bourbonen).

## Von Hugo Capet bis Philipp I.
1. Hugo II. (941–996), Graf von Poitou, Orléans usw., 986/987 Regent, 987 König von Frankreich ⚭ um Sommer 968 Alice von Poitou, * wohl 950, † 15. Juni 1006, wohl Tochter von Wilhelm I., Graf von Poitou, als Wilhelm III. Herzog von Aquitanien (Ramnulfiden) – Vorfahren siehe Robertiner
  1. Hedwig, * wohl 969, † nach 1013 ⚭ um 996 Reginar IV. (Rainier IV.), Graf von Hennegau, † 1013 (Reginare)
  2. Gisela, * wohl 970, ⚭ vor 987 Hugo I. von Montreuil (Hugues I. de Montreuil) Graf von Ponthieu, † um 1000 (Haus Ponthieu)
  3. Robert II. der Fromme, * 27. März 972 in Orléans, † 20. Juli 1031 in Melun, 988 König und Mitregent, 996 König von Frankreich, Graf von Paris usw., 1002–1017 Herzog von Niederburgund ⚭ (I) 988 vor dem 1. April, geschieden 992, Rozala-Susanna von Italien, † 7. Februar oder 13. Dezember 1003 in Gent, Tochter des Markgrafen Berengar II., König von Italien (Haus Burgund-Ivrea); ⚭ (II) Anfang 997, geschieden 1003/1005, Bertha von Burgund, * wohl 967, † 16. Januar nach 1016, Tochter des Königs Konrad III. von Burgund (Welfen; ⚭ (III) Konstanze von Provence, * um 986, † 25. Juli 1032 in Melun, Tochter von Wilhelm I., Graf von Provence (Haus Provence)
    1. (II) Kind (Missgeburt), * und † wohl 999
    2. (III) Adele, * wohl 1003, † 5. Juni nach 1063, Gräfin von Auxerre, ⚭ um 1015 Rainald I. (Renaud I.), 1028 Graf von Nevers, † 29. Mai 1040 (Haus Monceaux)
    3. (III) Hugo (Hugues) (III.), * wohl 1007, † 17. September 1026, 1017 Mitkönig und Thronfolger
    4. (III) Heinrich I., * 1008 vor dem 17. Mai, † 4. August 1060 in Vitry-aux-Loges, 1017/1032 Herzog von Niederburgund, 1027 König und Mitregent, 1031 König von Frankreich, Graf von Paris usw. ⚭ (I) Mathilde von Franken, † 1034, Tochter des Kaisers Konrad II. (Salier); ⚭ (II) 1043 Mathilde von Friesland, † 1044, Tochter des Markgrafen Liudolf von Friesland (Brunonen);
⚭ III 19. Mai 1051 in Reims Anna von Kiew, * 1036[1], † 1075/89, Tochter von Jaroslaw der Weise Großfürst von Kiew, 1060/1067 Regentin von Frankreich
      1. (III) Philipp I., * 1053 vor 23. Mai, † 29. Juli 1108 in Meulan, 1059 König und Mitregent, 1060 König von Frankreich, Graf von Paris usw., 1068 Graf von Gâtinais, 1101 Châtelain von Bourges ⚭ (I) 1072, verstoßen 1092, Bertha von Holland, * wohl 1055, † Anfang 1094 in Montreuil-sur-Mer, Tochter von Florens I., Graf von Holland (Gerulfinger); ⚭ (II) 15. Mai 1092, verstoßen 1104, Bertrada von Montfort, † 14. Februar 1117 in der Abtei Fontevrault, Tochter von Simon I. von Montfort (Haus Montfort-l’Amaury) – Nachkommen siehe unten
      2. (III) Emma, * wohl 1054
      3. (III) Robert, * 1055, † 1060
      4. (III) Hugo I. der Große)[2], * 1057, † 18. Oktober 1101[3] in Tarsos, Kilikien, 1087 Graf von Vermandois und Valois, Herr von Chaumont-en-Vexin, ⚭ (I) nach 1067 Adelheid, Gräfin von Vermandois und Valois, 1087 bezeugt, wohl 1080/1123 bezeugt, † 28. September 1120/1124, Erbtochter des Grafen Heribert IV. (Karolinger), ⚭ (II) 1103 Rainald II. (Renaud II.) Graf von Clermont-en-Beauvaisis (Haus Clermont) – Nachkommen siehe Haus Frankreich-Vermandois

    5. (III) Adelheid die Heilige, * wohl 1009[4], † 8. Januar 1079 in Mesen, Gräfin von Contenance in der Normandie[5], ⚭ (I) Januar 1027 Richard III. Herzog der Normandie, † 6. August 1027 (Rolloniden); ⚭ (II) 1028 in Paris Balduin V. Insulanus, † 1. September 1067 in Lille, Graf von Flandern, 1060–1067 Regent von Frankreich
    6. (III) Robert I. der Alte[6], * 1011, † 21. März 1076 in Fleurey-sur-Ouche, 1032 Herzog von Burgund (duc propriétaire de Bourgogne), erster Pair von Frankreich, 1040/1060 Graf von Auxerrois; ⚭ (I) um 1033, verstoßen 1046, Hélie de Semur, * 1016, † 22. April nach 1055, Tochter von Damas I. de Semur (Haus Semur), um 1050 als Schwester Petronilla in Beaune (Robertiner); ⚭ (II) um 1048 Ermengarde von Anjou, genannt Blanche, * wohl 1018, † (wohl ermordet) 18. März 1076 in Fleurey-sur-Ouche, Tochter von Fulko III. der Schwarze (Foulques III. Nerra), Graf von Anjou (Erstes Haus Anjou) – Nachkommen siehe Älteres Haus Burgund
    7. (III) Odo, * wohl 1013, 1056 bezeugt
    8. (unehelich, Mutter unbekannt) Rudolf, um 1060 Erzbischof von Bourges[7]

  4. Adelheid (Adélaide, Aelis), * wohl 973
  5.  ?[8] (unehelich, Mutter unbekannt) Gauzlin, † 3. März 1030 Châtillon-sur-Loire, 1004 Abt von Fleury, wohl 1012 Erzbischof von Bourges[9]

## Von Philipp I. bis Philipp II. Augustus
1. Philipp I., * 1053 vor 23. Mai, † 1108, 1059 König und Mitregent, 1060 König von Frankreich, ⚭ I 1072, Bertha von Holland, * wohl 1055, † Anfang 1094, Tochter von Florens I., Graf von Holland (Gerulfinger); ⚭ II 1092, Bertrada von Montfort, † 1117 in der Abtei Fontevrault, Tochter von Simon I. von Montfort (Haus Montfort-l’Amaury), – Vorfahren siehe oben
  1. (I) Konstanze, * wohl 1078, † zwischen 1124 und Januar 1126; ⚭ I. zwischen 1093 und 28. November 1095, Hugues I. Graf von Troyes etc., †  1126 (Haus Blois); ⚭ II 1106 Bohemund I., 1088 Herzog von Apulien, Fürst von Tarent, 1098 Fürst von Antiochia, † 1111 (Hauteville (Adelsgeschlecht))
  2. (I) Ludwig VI. der Dicke, * 1081, † 1137, 1099 König und Mitregent, 1108 König von Frankreich,[10]; ⚭ I. 1104, Lucienne de Rochefort, * wohl 1088, Tochter des Guy I. le Rouge, Herr von Rochefort, Seneschall von Frankreich (Haus Montlhéry); ⚭ II 1115 Adelheid von Savoyen, * wohl 1092, † 1154, Tochter von Humbert II. Graf von Savoyen-Maurienne, Markgraf in Italien,(Haus Savoyen)
    1.  ? (I) Isabella, * wohl 1105, † nach 1175; ⚭ vor 1119 Wilhelm von Vermandois, Herr von Chaumont-en-Vexin (Haus Frankreich-Vermandois)
    2. (II) Philipp, * 1116, † 1131, 1130 Mitkönig
    3. (II) Ludwig VII. der Junge, * 1120, †1180, 1131 Mitkönig, 1137–1152 Herzog von Aquitanien, 1137 König von Frankreich, ⚭ I. 1137, Eleonore von Aquitanien, Herzogin von Aquitanien (Guyenne), Gräfin von Poitou usw., * 1122, † 1204, Tochter des Herzogs Wilhelm X. (Guillaume X.) von Aquitanien, Graf (Wilhelm VIII.) von Poitou (Ramnulfiden), ⚭ II 1153/1154 Konstanze (Constanca) Infantin von Kastilien, * wohl 1140, † 1160, Tochter von Alfons VII., König von Kastilien, (Haus Burgund-Ivrea); ⚭ III. 1160 Adela von Champagne (Alix), * wohl 1140, †1206, 1190 Regentin von Frankreich, Tochter von Theobald (Thiébaut) II. Graf von Champagne (Theobald IV. von Blois),(Haus Blois)
      1. (I) Maria (Marie), * 1145, † 1198; ⚭ 1164 Heinrich I. (Henri le Liberal), 1152 Pfalzgraf von Champagne und Brie, Graf von Meaux, † 1181 in Troyes, dort auch begraben (Haus Blois)
      2. (I) Alix, * 1151, † nach 1195; ⚭ 1164 Theobald V. der Gute, 1152 Graf von Blois und Chartres, X 1191,(Haus Blois)
      3. (II) Margarete, * 1158, † 1197, ⚭ I. 1172 Heinrich III., †1183, 1168–1183 Herzog der Normandie, 1170 Mitkönig von England; ⚭ II.1186 Béla III., 1173 König von Ungarn, † 1196
      4. (II) Adelheid, * und † 1160[11]
      5. (III) Philipp II., genannt Philipp Augustus, * 1165, † 1223, 1179 König und Mitregent, 1180 König von Frankreich, 1203/1204 Herzog der Normandie und Graf von Anjou; ⚭ I. 1180 Isabella von Hennegau, * 1170, † 1190, 1180 Gräfin von Artois, Tochter des Grafen Balduin V.,(Haus Flandern); ⚭ Ende 1200, Ingeborg von Dänemark, * 1175, †1236, Tochter von Waldemar I., König von Dänemark, ⚭ III. 1196, Agnes-Maria von Andechs-Meranien, * um 1180, † 1201, Tochter des Herzogs Bertold von Meranien und Dalmatien – Nachkommen siehe unten
      6. (III) Alix, * wohl 1170, † nach 1200, ⚭  1195 Wilhelm II. (Guillaume II.), Graf von Ponthieu und Montreuil, † 1221 (Haus Montgommery)[12]
      7. (III) Agnès (Anna), * 1171, † wohl 1240; ⚭ I 1180 Alexios II. Komnenos, 1180 Kaiser von Byzanz, † Ende September 1183 (Komnenen); ⚭ II. Ende 1183 Andronikos I. Komnenos, 1183 Kaiser von Byzanz, † 12. September 1185; ⚭ III. 1204/1205 Theodosios Branas (Theodoros Branas)
      8. (unehelich, Mutter unbekannt) Philippe Bâtard de France, † 1161, Dechant von Saint-Martin de Tours[13]

    4. (II) Heinrich, * wohl 1121, † 1175, 1134 geistlich, 1149 Bischof von Beauvais, 1162 Erzbischof von Reims
    5. (II) Hugo, * wohl 1123, † klein
    6. (II) Robert I. der Große[14], * wohl 1123, † 11. Oktober 1188, Mont/Quincy,⚭ I 1139/1141 Agnès de Garlande, * wohl 1122, † 1143, Tochter des Anseau de Garlande, Graf von Rochefort; ⚭ II um 1144 Havise von Évreux, * wohl 1118, † 1152, Tochter des Walter von Évreux (Gautier d'Évreux), Earl of Salisbury (Erstes Haus Salisbury); ⚭ III Ende 1152 Agnès de Baudement, * wohl 1130, † zwischen 1202 und 11. Juli 1218 – Nachkommen siehe Haus Frankreich-Dreux 
    7. (II) Konstanze, * wohl 1124, † 1176; ⚭ I 1140 Eustach IV. von Blois, † 1153, 1137–1144 Herzog der Normandie, 1150 Graf von Boulogne, 1152 König von England, Sohn des Königs Stephan (Haus Blois); ⚭ II 1154, geschieden 1165/1166, Raimund V., Graf von Toulouse, 1148 Herzog von Narbonne, Markgraf von Provence, † Ende 1194 (Haus Toulouse)
    8. (II) Philipp, * wohl 1125, † 1161, nach 1140 geistlich, 1155 Dekan von Saint-Martin de Tours, Erzdechant von Paris, 1157 Erzbischof von Paris, tritt 1159 zurück
    9. (II) Peter I.[15], * wohl 1126, † zwischen 1179 und 1183, 1161 Seigneur de Courtenay, Montargis, Château-Renard, Champignelles, Tanlay, Charny et de Chantecoq; ⚭ nach 1150 Elisabeth (Ysabeau) de Courtenay, 1161 Dame de Courtenay etc., † 14. September nach 1205, Erbtochter von Renaud de Courtenay (Haus Courtenay) und Helvis du Donjon – Nachkommen siehe Haus Frankreich-Courtenay 

  3. (I) Heinrich, * wohl 1083, † klein
  4. (I) Karl, * wohl 1085, † klein
  5. (I) Odo, * wohl 1087, † 1096
  6. (II) Philipp, * wohl 1093, † nach 1123, Graf von Mantes, Seigneur de Mehun-sur-Yèvre; ⚭ 1104 Elisabeth de Montlhéry, † nach 3. März 1141, Erbin von Montlhéry, Tochter von Milon I. von Montlhéry, Herr von Azy, Kastellan (Châtelain) von Troyes (Haus Montlhéry)
  7. (II) Floris, Juli 1119 bezeugt, † wohl 1119 in der Normandie; ⚭ um 1110 NN, Dame de Nangis[16]
    1. Isabelle (Elisabeth) de Nangis, * wohl 1118, † 18. März ...; ⚭ I Guy de Marolles, 1122 bezeugt; ⚭ II vor 1153 Anseau de Venisy, 1141/53 bezeugt
    2. Tochter, Dame de Châtel-les-Nangis; ⚭ Milon de Melun, Seigneur de Courtry

  8. (II) Cäcilia, * wohl 1097, † nach 1145; ⚭ I. 1106 Tankred Fürst von Tiberias, dann Fürst von Antiochia, † 5. Dezember 1112 (Hauteville (Adelsgeschlecht)); ⚭ II. 1115 Pons von Toulouse, 1112 Graf von Tripolis, X 1137 (Haus Toulouse)
  9. (II) Eustachia ⚭ Johann von (Jean d') Étampes[17]
  10. (unehelich, Mutter unbekannt) Jacques (Philippe) Bâtard de France, 1104/1123 bezeugt[13]

## Von Philipp II. Augustus bis Philipp III. der Kühne
1. Philipp II., genannt Philipp Augustus (Philippe Auguste), * 22. August 1165 in Gonesse, † 14. Juli 1223 in Mantes-la-Jolie, 1179 König und Mitregent, 1180 König von Frankreich, 1180 Graf von Artois, 1203/1204 Herzog der Normandie und Graf von Anjou, 1213 Graf von Auvergne, 1214 Graf von Vermandois und Valois, 1219 Graf von Alençon, begraben in der Basilika Saint-Denis;
⚭ I. 28. April 1180 in Bapaume Isabella von Hennegau, * April 1170 in Valenciennes, † 15. März 1190 in Paris, 1180 Gräfin von Artois, Tochter des Grafen Balduin V., begraben in Notre-Dame de Paris (Haus Flandern);
⚭ II. 15. August 1193, verstoßen 5. November 1193 in Compiègne, zweite Heirat Ende 1200, Ingeborg von Dänemark, * 1175, † 29. Juli 1236 in Corbeil, Tochter von Waldemar I., König von Dänemark, begraben in der Priorei Saint-Jean-sur-l'Isle auf einer Essonne-Insel bei Corbeil (Haus Estridsson);
⚭ III. Juni 1196, verstoßen 7. September 1200, Agnes-Maria von Andechs-Meranien, * um 1180, † 29. Juli 1201 in der Burg Poissy, Tochter des Herzogs Bertold von Meranien und Dalmatien, begraben im Château de Poissy (Andechs (Adelsgeschlecht)) – Vorfahren siehe oben
  1.  (I) Ludwig VIII. der Löwe (Louis VIII. le Lion), * 3. September 1187 in Paris, † 8. November 1226 auf der Burg Montpensier, 1216 König von England, verzichtet 1217, 1223 König von Frankreich usw., 1224 Graf von Poitou, begraben in der Basilika Saint-Denis;
⚭ 23. Mai 1200 bei Pont-Audemer Blanca Infantin von Kastilien, * 1188 vor dem 4. März in Palencia, † 27. November 1252 in Paris, Tochter von Alfons VIII., König von Kastilien, Regentin von Frankreich 1226–1236 und 1248–1252, begraben in Maubuisson
    1. Tochter, * 1205, † wohl 1206
    2. Tochter, * wohl 1207, † klein
    3. Philipp (Philippe), * 9. September 1209, † 1218 vor Juli, begraben in Notre Dame de Paris
    4. Tochter, * wohl 1213, † klein
    5.  Ludwig IX. der Heilige (Louis IX. le Saint), * 25. April 1215 in Poissy, vermutlich in der Burg Poissy, X 25. August 1270 vor Tunis, 1226 König von Frankreich usw., bis 1236 minderjährig, 1239 Graf von Mâcon, begraben in der Basilika Saint-Denis, 11. August 1297 heiliggesprochen;
⚭ mit Dispens von Papst Gregor IX. vom 27. Mai 1234 in Sens Margarete (Marguerite) von Provence, * 1221 in Saint-Maime, † 20/21. Dezember 1295 in Paris, Tochter des Raimund Berengar V., Infant von Aragón, Graf von Provence, begraben in der Basilika Saint-Denis (Haus Barcelona)
      1. Blanche, * 4. Dezember 1240, † 29. April 1243, begraben im Kloster Royaumont
      2. Isabelle, * 2. März 1242, † 27. April 1271 in Hyères, begraben in der Abtei der Cordelières in Provins;
⚭ 1258 in Melun Theobald II. (Thiébaut II.), 1253 König von Navarra, Pfalzgraf von Champagne, Pair von Frankreich, † 4. Dezember 1270 in Trapani, begraben in der Abtei der Cordelières in Provins (Haus Blois)
      3. Ludwig (Louis), * 21. September 1243, † vor 13. Januar 1260, begraben im Kloster Royaumont
      4.  Philipp III. der Kühne (Philippe III. le Hardi), * 1. Mai 1245 in der Burg Poissy, † 5. Oktober 1285 in Perpignan, 1267 Mitregent, 1270 König von Frankreich usw., 1271 Graf von Toulouse, begraben in der Basilika Saint-Denis;
⚭ I mit Dispens von Papst Urban IV. vom 28. Mai 1262 in Clermont-en-Auvergne Isabella Infantin von Aragón, * 1247, † 28. Januar 1271 in Cosenza durch Sturz mit einem Pferd, Tochter von Jakob I., König von Aragón, begraben in der Basilika Saint-Denis (Haus Barcelona);
⚭ II 21. August 1274 im Schloss Vincennes Maria von Brabant, * wohl 1256 wohl in Löwen, † 12. Januar 1321 in Murel bei Meulan, Tochter des Herzogs Heinrich III. von Brabant, begraben in der Franziskanerkirche (Frères Gris) in Paris (Reginare) – Nachkommen siehe unten
      5. Johann (Jean), * wohl 1247, † 10. März 1248, begraben im Kloster Royaumont
      6.  Johann Tristan (Jean Tristand), genannt Johann von Damiette, * 8. April 1250 in Damiette, † 3. August 1270 vor Tunis, 1265 Graf von Nevers, 1268 Graf von Valois und Crépy[18], begraben in der Basilika Saint-Denis;
⚭ Juni 1265 Jolanthe von Burgund, * 1247, wohl gegen Jahresende, † 2. Juni 1280, 1262 Gräfin von Nevers, Tochter des Odo von Burgund, Graf von Nevers, begraben in der Kirche Saint-François in Nevers (Älteres Haus Burgund), sie heiratete in zweiter Ehe 1272 Robert III. Graf von Flandern († 1322) (Haus Flandern)
      7.  Peter (Pierre), * 1251, † 6. April 1283 in Salerno, 1268 Graf von Alençon, 1279 Graf von Blois und Chartres, Herr von Avesnes, Guise etc., begraben in der Kirche der Cordeliers in Paris,[19]
⚭ 1272 Johanna von Châtillon (Jeanne de Châtillon), * wohl 1258, † 29. Januar 1292, 1279 Gräfin von Blois, Chartres, Dunois etc., Erbtochter von Johann von Châtillon, Graf von Blois etc., verkauft Blois 1286 an König Philipp IV., begraben in der Abtei La Guiche (Haus Châtillon)
        1. Ludwig (Louis), * wohl 1276, † wohl 1277, begraben im Kloster Royaumont
        2. Philipp (Philippe), * wohl 1278, † wohl 1279, begraben im Kloster Royaumont

      8. Blanche, * 1253 in Jaffa, † 17. Juni 1320 in Paris, gründet 1286 das Kloster der Cordelières in Paris, wo sie auch begraben wurde;
⚭ 28. November 1269 in Burgos mit Dispens des Papstes Ferdinand de la Cerda, Infant von Kastilien, † 25. Juli 1275 in Villa Real (heute Ciudad Real), 1274 Regent von Kastilien und León, begraben im Kloster Las Huelgas (Haus Burgund-Ivrea)
      9. Margarete (Marguerite), * wohl 1255, † 1271, begraben in der Basilika Saint-Denis;
⚭ 1270 um den 5. September Johann I. der Siegreiche, † 3. April 1294 in Löwen, 1267 Herzog von Brabant, 1287 Herzog von Limburg, begraben in der Minoritenkirche in Brüssel (Reginare)
      10.  Robert[20], * 1256, † 7. Februar 1318, 1269 Graf von Clermont-en-Beauvaisis, Herr von Creil und Sacy-le-Grand, 1288 Herr von Bourbon (Sire de Bourbon), Charolais und Saint-Just-en-Champagne, französischer Kämmerer, begraben in Saint-Jacques in Paris,
⚭ Sommer 1272 in Clermont-en-Beauvaisis Beatrix von Burgund, * wohl 1257, † 1. Oktober 1310 auf der Burg Murat, Erbtochter von Johann von Burgund, Baron von Charolais, Herrin von Bourbon (Dame de Bourbon), 1272 als Erbin ihres Großvaters mütterlicherseits Herrin von Mont-Saint-Vincent, Sanvignes, Sauvement und Dondin[21], 1288 Herrin von Saint-Just-en-Champagne, Baronin von Charolais, begraben in der Kirche des Couvent des Cordeliers de Champaigue (Älteres Haus Burgund) – Nachkommen siehe Bourbonen
      11. Agnès, * wohl 1260, † 1327, begraben im Kloster Cîteaux;
⚭ Frühjahr 1279 Robert II., Herzog von Burgund, Pair von Frankreich, Titularkönig von Thessalonike, † 9. Oktober 1305, begraben im Kloster Cîteaux (Älteres Haus Burgund)

    6.  Robert I.[22], * September 1216, wohl am 17., X 9. Februar 1250 bei al-Mansura, 1226 Graf von Artois, Herr von Saint-Omer, Aire, Hesdin, Bapaume und Lens;
⚭ 14. Juni 1237 in Compiègne Mathilde von Brabant, * wohl 1224, † 29. September 1288, begraben in der Abtei Cercamp, Tochter der Herzogs Heinrich II. von Brabant (Reginare), heiratete in zweiter Ehe am 16. Januar 1255 in Neapel Guido II. von Châtillon (Guy II. de Châtillon), 1249 Graf von Saint-Pol († 12. Februar 1289) (Haus Châtillon) – Nachkommen siehe Haus Frankreich-Artois
    7. Philipp (Philippe), * wohl 1218, † wohl 1220, begraben in Notre-Dame de Poissy
    8. Johann (Jean), * September 1219, † 1232, 1226 Graf von Anjou und Maine, begraben in Notre-Dame de Poissy
    9.  Alfons III. (Alphonse III.), * 11. November 1220, † 21. August 1271 in Corneto bei Siena, 1226–1241 Graf von Poitou und Auvergne, 1248–1249 Regent von Frankreich, 1249 Graf von Toulouse, begraben in der Basilika Saint-Denis;
⚭ 1241 Johanna (Jeanne), * 1220, † 20. August 1271 in Corneto, Erbtochter des Grafen Raimund VII. von Toulouse, 1249 Gräfin von Toulouse, gründet die Abtei Gercy, dort auch begraben (Haus Toulouse)
    10. Philipp (Philippe) genannt Dagobert, * 20/21. Februar 1222, † 1232, begraben im Kloster Royaumont
    11. Isabella (Isabelle), * 3. März/14. April 1224, † 23. Februar 1269 in der Abtei Longchamp, gründet die Abtei Longchamp, 1260 dort geistlich, dort auch begraben, 1521 seliggesprochen
    12.  Karl Stephan (Charles Étienne)[23], * März 1226, wohl am 21., † 7. Januar 1285 in Foggia, 1246 Graf von Anjou, Maine, Provence und Forcalquier, Rom 28. Juni 1265 bzw. 28. Februar 1266 König von Sizilien und Jerusalem, Herzog von Apulien, Fürst von Capua und Achaia, 1266/1278 römischer Senator, 1268 Generalvikar des Reiches in Italien, 1273 Graf von Tonnerre, begraben in der Kathedrale von Neapel;
⚭ I 31. Januar 1246 Beatrix, * 1234, † 23. September 1267 in Nocera, Erbtochter des Grafen Raimund Berengar V. von Provence, 1245 Gräfin von Provence und Forcalquier, begraben in Roccapiemonte (Haus Barcelona);
⚭ II 12. Oktober/18. November 1268 Margarete, * 1250, † 5. September (vielleicht auch 4. September) 1308 in Tonnerre, 1273/1292 Gräfin von Tonnerre, Tochter des Erbprinzen Odo von Burgund (Eudes de Bourgogne), Graf von Nevers, Auxerre und Tonnerre, begraben in Tonnerre (Älteres Haus Burgund) – Nachkommen siehe Haus Anjou

  2. (I) Zwillinge, * 14. März 1190 in Paris, † 18. März 1190 daselbst
  3. (III) Maria (Marie), * 1198, † 15. August 1224, begraben in Afflighem;
⚭ I. August 1210 Philipp I. von Hennegau, 1196 Markgraf von Namur, † 15. Oktober 1212, begraben in Namur,
⚭ II. 8/22. April 1213 in Soissons Heinrich I., 1191 Herzog von Brabant, † 5. September 1235 in Köln, begraben in Sankt Peter in Löwen (Reginare)
  4.  (III) Philipp genannt Tristan Borstenhaut (Philippe, dit Tristand Hurepel), * 1200, † 19. Juli 1234 in Corbeil, 1216 Graf von Clermont-en-Beauvaisis, Mortain und Aumale, 1227 Graf von Boulogne und Dammartin, begraben in der Basilika Saint-Denis;
⚭ 1216 Mathilde, * wohl 1202, † 14. Januar wohl 1262, Gräfin von Dammartin und Boulogne 1227-um 1260, Erbtochter von Rainald I. (Renaud I.), Graf von Dammartin (Haus Mello), und Ida von Flandern, Gräfin von Boulogne, sie heiratete in zweiter Ehe 1235 Alfons III. König von Portugal († 1279) (Haus Burgund (Portugal)).
    1. Johanna (Jeanne), * wohl 1219, † 14. Januar 1252, Gräfin von Clermont und Aumale;
⚭ 1241 Gaucher de Châtillon, † 25. März 1250, Herr von Montjay etc. (Haus Châtillon)
    2. Alberich (Albéric), * wohl 1222, † nach 1284, wohl 1227 Graf von Dammartin, 1234 Graf von Clermont-en-Beauvaisis und Aumale, verzichtet zugunsten seiner Schwester und geht nach England.
    3.  ? Johann (Jean), * wohl 1225, † wohl vor 1234, 1230 bezeugt

  5. (unehelich, Mutter unbekannt) Pierre Charlot, † 9. Oktober 1249 vor Damiette, legitimiert durch Papst Honorius III., Thesaurarius (Schatzmeister, Kämmerer) von Saint-Martin de Tours, um 1241 Bischof von Noyon, Pair von Frankreich, begraben in der Kathedrale von Noyon[7]

## Von Philipp III. dem Kühnen bis zum Ende
1. Philipp III. der Kühne (Philippe III. le Hardi), * 1. Mai 1245 in der Burg Poissy, † 5. Oktober 1285 in Perpignan, 1267 Mitregent, 1270 König von Frankreich usw., 1271 Graf von Toulouse, begraben in der Basilika Saint-Denis;
⚭ I mit Dispens von Papst Urban IV. vom 28. Mai 1262 in Clermont-en-Auvergne Isabella Infantin von Aragón, * 1247, † 28. Januar 1271 in Cosenza durch Sturz mit einem Pferd, Tochter von Jakob I., König von Aragón, begraben in der Basilika Saint-Denis (Haus Barcelona);
⚭ II 21. August 1274 im Schloss Vincennes Maria von Brabant, * wohl 1256 wohl in Löwen, † 12. Januar 1321 in Murel bei Meulan, Tochter des Herzogs Heinrich III. von Brabant, begraben in der Franziskanerkirche (Frères Gris) in Paris (Reginare) – Vorfahren siehe oben
  1. (I) Ludwig (Louis), * wohl 1265, † vergiftet 1276, begraben in der Basilika Saint-Denis
  2.  (I) Philipp IV. der Schöne (Philippe IV. le Bel), * 1268 in Fontainebleau, † 29. November 1314 daselbst, 1284–1305 als Philipp I. König von Navarra, 1285 König von Frankreich usw., 1286 Graf von Blois und Chartres, begraben in der Basilika Saint-Denis;
⚭ 16. August 1284 in Paris Johanna I., * Januar 1272, † 2. April 1305 im Schloss Vincennes, 1284 Königin von Navarra, Pfalzgräfin von Champagne, Gräfin von Brie und Bigorre, Erbtochter des Heinrich I., König von Navarra, begraben in der Franziskanerkirche (Frères Gris) in Paris (Haus Blois)
    1. Margarete (Marguerite), * wohl 1288, † vor 1300
    2.  Ludwig X. der Zänker (Louis X. le Hutin), * 4. Oktober 1289, † 5. Juni 1316 im Schloss Vincennes, 1305 König von Navarra, Pfalzgraf von Champagne, Graf von Brie, Bigorre usw., 1314 König von Frankreich usw., begraben in der Basilika Saint-Denis;
⚭ I. 23. September 1305 in Vernon Margarete von Burgund, * 1290, † erdrosselt 14. August 1315 in Château-Gaillard, Tochter des Robert II., Herzog von Burgund, begraben in der Franziskanerkirche (Frères Gris) in Vernon (Älteres Haus Burgund);
⚭ II. 19. August 1315 in Paris Klementine von Ungarn, * Februar 1293, † 12. Oktober 1328 in Paris, Tochter von Karl I., König von Ungarn, begraben in Saint-Jacques in Paris (Haus Anjou)
      1.  (I) Johanna II., * 28. Januar 1312, † 6. Oktober 1349 im Château de Conflans, 1316–1318 und 1328–1349 Königin von Navarra, Pfalzgräfin von Champagne, Gräfin von Brie (bis 1335), Gräfin von Bigorre etc., begraben in der Basilika Saint-Denis;
⚭ 9. Oktober 1329 im Château de Conflans Philipp Graf von Évreux, 1328 als Philipp III. König von Navarra, † 16. September 1343 in Jerez de la Frontera, begraben in der Kathedrale von Pamplona (Haus Frankreich-Évreux)
      2. (II) Johann I. (Jean I.) posthumus, * 15. November 1316 im Louvre, † 19. November 1316 daselbst, König von Frankreich etc. seit dem Tag seiner Geburt, König von Navarra, Pfalzgraf von Champagne usw., begraben in der Basilika Saint-Denis
      3. Eudeline, Mutter unbekannt, * 1305, † nach 1330, 1330 Äbtissin des Couvent des Cordelières (Paris)[24]

    3. Blanche, * wohl 1290, † 13. April/November 1294, begraben in der Basilika Saint-Denis
    4.  Philipp V. der Lange (Philippe V. le Long), * 1291 † 3. Januar 1322 in Longchamp, 1311 Graf von Poitiers, Pair von Frankreich, 1315–1322 Pfalzgraf von Burgund, 1316 Regent, dann König von Frankreich usw., 1318 König von Navarra, begraben in der Basilika Saint-Denis;
⚭ Januar 1307 in Corbeil Johanna II., * wohl 1291, † 21. Januar 1330 in Roye-en-Picardie, Tochter des Pfalzgrafen Otto IV., 1315 Pfalzgräfin von Burgund, zu Salins, und der Mathilde von Artois, 1329 Gräfin von Artois, begraben in der Franziskanerkirche (Frères Gris) in Paris (Haus Chalon)
      1. Johanna III., * 1./2. Mai 1308, † 10./15. August 1347, 1330 Pfalzgräfin von Burgund, zu Salins, Gräfin von Artois usw., Pair von Frankreich;
⚭ 18. Juni 1318 Odo IV. (Eudes IV.), † 3. April 1350 in Sens, 1315 Herzog von Burgund, 1320/1321 Titularkönig von Thessaloniki, 1330 Pfalzgraf von Burgund und Graf von Artois, begraben im Kloster Cîteaux (Älteres Haus Burgund)
      2. Margarete (Marguerite), * um 1312, † 9. Mai 1382, 1361 Pfalzgräfin von Burgund, zu Salins, Gräfin von Artois usw. Pair von Frankreich, begraben in der Basilika Saint-Denis in der Chapelle Saint-Michel;
⚭ 21. Juli 1320 Ludwig I. Graf von Flandern, (als Ludwig II.) 1322 Graf von Nevers und Rethel, Baron von Donzy, X 25. August 1346 in der Schlacht von Crécy, begraben in Brügge (Haus Dampierre)
      3. Isabelle, * wohl 1312, † 1348;
⚭ I. 18. Mai 1323 in Fond-de-Dole Guigues VIII. de La Tour-du-Pin, Graf von Albon und Grenoble, Dauphin von Viennois, † 29. August 1333 im Château La Perrière (Haus La Tour-du-Pin);
⚭ II. vor 1336 Jean de Faucogney, Sire de Faucogney (Haus Faucogney)[25]
      4. Blanche, * wohl 1314, † 26. April 1358 im Kloster Longchamp, geistlich zu Longchamp, dort auch begraben
      5. Ludwig (Louis), * 24. Juni 1316, † 8. Februar 1317, begraben in Franziskanerkirche (Frères Gris) in Paris

    5. Isabelle, * 1292, † 23. August 1358 in Roseing[26], begraben in der Franziskanerkirche in London;
⚭ 28. Januar 1308 in Boulogne Eduard II. (Edward II.), 1307 König von England, † ermordet 22. September 1327 (Haus Plantagenet)
    6.  Karl IV. der Schöne (Charles IV. le Bel), * 1295, † 1. Februar 1328 im Schloss Vincennes, 1314 Graf von La Marche, Pair von Frankreich, 1322 König von Frankreich usw. und König von Navarra, begraben in der Basilika Saint-Denis;
⚭ I. 1306/April 1307, geschieden 1322, Blanka von Burgund, * 1295, † 5. Juli 1325/5. April 1326, Tochter von Otto IV., Pfalzgraf von Burgund, 1326 geistlich zu Maubuisson (Haus Chalon);
⚭ II. 21. September 1322 Maria von Luxemburg, * wohl 1305, † 25. März 1324 in Issoudun, Tochter des Kaisers Heinrich VII. (Haus Luxemburg);
⚭ III. 5. Juli 1325 mit päpstlichem Dispens Johanna von Évreux, * 1310, † 4. März 1371 in Brie-Comte-Robert, Tochter des Ludwig von Frankreich Graf von Évreux, begraben in der Basilika Saint-Denis (Haus Frankreich-Évreux)
      1. (I) Philippe de la Marche, * Dezember 1313/5. Januar 1314, † vor 24. März 1322, begraben in der Abtei Pont-aux-Dames in Couilly
      2. (I) Jeanne de la Marche, * wohl 1315, † 17. Mai 1321, begraben in der Abtei Maubuisson
      3. (II) Ludwig (Louis), * März 1324 in Issoudun, † nach der Taufe im gleichen Monat, begraben in Montargis
      4. (III) Johanna (Jeanne), * 1326 vor dem 11. Mai, † 1326/16. Januar 1327
      5. (III) Marie, * 1327, † 6. Oktober 1341, begraben in der Basilika Saint-Denis
      6. (III) Blanche posthuma, * 1. April 1328 auf Burg Châteauneuf-sur-Loire, † 7. Februar 1392, Gräfin von Beaumont, begraben in der Basilika Saint-Denis;
⚭ 18. Februar 1345 Philipp von Frankreich, 1344 Herzog von Orléans und Touraine, Graf von Valois, Pair von Frankreich, † 1. September 1375, begraben in der Kathedrale von Orléans (Haus Valois)

    7. Robert, * 1297, † August 1308 in Saint-Germain-en-Laye, begraben in Saint-Louis de Poissy

  3. (I) Robert, * wohl 1269, † klein
  4.  (I) Karl I. (Charles I.)[27], * 12. März 1270 wohl im Schloss Vincennes, † 5. oder 16. Dezember 1325 in Nogent-le-Roi, 1285 Graf von Valois, 1284–1295 Titularkönig von Aragón und Valencia, Graf von Barcelona, 1293 Graf von Alençon, Chartres und Le Perche, Anagni September 1301 päpstlicher Vikar in Italien und Statthalter der Romagna, 1302 Titularkaiser von Konstantinopel, 1314 Regent von Frankreich, begraben in Saint-Jacques in Paris;
⚭ I. 16. August 1290 in Corbeil Margarete von Sizilien, * wohl 1273, † 31. Dezember 1299, Tochter des Karl II. König von Neapel, 1290 Gräfin von Anjou und Maine, 1297 Pair von Frankreich, begraben in Saint-Jacques in Paris (Haus Anjou),
⚭ II 8. Februar 1302 in Saint-Cloud Catherine de Courtenay, um 1275–1307/1308, Tochter von Philipp von Courtenay, Titularkaiser von Konstantinopel, 1283 Titularkaiserin von Konstantinopel, zu Courtenay, Blaton[28] usw., Tirularmarkgräfin von Namur, begraben in Saint-Jacques in Paris,
⚭ III Juni 1308 in Poitiers Mathilde von Châtillon, * wohl 1293, † 3. Oktober 1358, Tochter von Guido (Guy) III. von Châtillon, Graf von Saint-Pol, begraben im Kloster der Cordelières in Paris (Haus Châtillon) – Nachkommen siehe Stammliste der Valois
  5. (II) Margarete (Marguerite), * wohl 1275, † 14. Februar 1318 wohl in London, begraben in der Franziskanerkirche in London;
⚭ 9. September 1299 in Canterbury Eduard I. (Edward I.), 1272 König von England, † 7. Juli 1307 in Burgh by Sands, begraben in der Westminster Abbey (Haus Plantagenet)
  6.  (II) Ludwig (Louis)[29], * Mai 1276, † 19. Mai 1319 in Paris, 1298 apanagierter Graf von Évreux, Étampes, Beaumont-le-Roger, Meulan und Gien, 1316 Graf von Longueville, Januar 1317 Pair von Frankreich, begraben in Saint-Jacques in Paris;
⚭ Anfang 1301 Margarete von Artois, * wohl 1285, † 24. April 1311, Tochter von Philipp von Artois, Herr von Conches-en-Ouche, Herrin von Brie-Comte-Robert, begraben in Saint-Jacques in Paris (Haus Frankreich-Artois) – Nachkommen siehe Haus Frankreich-Évreux
  7. (II) Blanche, * wohl 1278, † 19. März 1306 in Wien, 1299 Gräfin von Elsass, Herrin zu Freiburg (Schweiz), begraben in der Wiener Minoritenkirche,
⚭ 8. Dezember 1299 per procurationem in Quatre-Vaux (heute Ortsteil von Autruy-sur-Juine), 25. Mai 1300 persönlich wohl in Wien Rudolf III. der Gute Erzherzog von Österreich, † 4. Juli 1307, 1306 König von Böhmen (Habsburger)